# Vadims Vasiļevskis
Vadims Vasiļevskis (ur. 5 stycznia 1982 w Rydze) – łotewski lekkoatleta, specjalizujący się w rzucie oszczepem.
Międzynarodową karierę zaczynał od występu na mistrzostwach świata juniorów młodszych w 1999, podczas których odpadł w eliminacjach. W kolejnym sezonie był ósmym zawodnikiem juniorskich mistrzostw globu, a w 2001 zajął siódme miejsce na mistrzostwach Starego Kontynentu juniorów. W swoim debiucie na mistrzostwach Europy (2002) odpadł w eliminacjach, a w 2003 był siódmy podczas czempionatu Europy dla zawodników do lat 23 oraz drugi na światowych igrzyskach wojska. Podczas igrzysk olimpijskich w Atenach w pierwszej próbie osiągnął wynik 84,95 i ostatecznie niespodziewanie zdobył srebrny medal przegrywając jedynie z Andreasem Thorkildsenem. Rok później nie awansował do finału mistrzostw świata. W 2006 uplasował się tuż za podium – na czwartym miejscu – podczas mistrzostw Europy. W sezonie 2007 po zwycięstwie w zawodach uniwersjady był czwarty na mistrzostwach świata. Wygrywał eliminacyjne konkursy podczas igrzysk olimpijskich w Pekinie (2008) oraz mistrzostw globu w Berlinie (2009) – w finałach tych imprez plasował się odpowiednio na dziewiątym i czwartym miejscu. Nie udał mu się start w mistrzostwach Europy w 2010, podczas których zajął ostatnie miejsce w eliminacjach. Stawał na podium mistrzostw Łotwy oraz reprezentował kraj w pucharze Europy, drużynowym czempionacie Starego Kontynentu i zimowym pucharze w rzutach lekkoatletycznych.
Rekord życiowy: 90,73 (22 lipca 2007, Tallinn) – wynik ten jest aktualnym rekordem Łotwy.

## Osiągnięcia
| Rok  | Impreza                               | Miejsce   | Pozycja           | Wynik |
| ---- | ------------------------------------- | --------- | ----------------- | ----- |
| 1999 | Mistrzostwa świata juniorów młodszych | Bydgoszcz | el. – 16. miejsce | 60,02 |
| 2000 | Mistrzostwa świata juniorów           | Santiago  | 8. miejsce        | 68,14 |
| 2001 | Mistrzostwa Europy juniorów           | Grosseto  | 7. miejsce        | 70,59 |
| 2002 | Mistrzostwa Europy                    | Monachium | el. – 16. miejsce | 78,20 |
| 2003 | II liga pucharu Europy                | Aarhus    | 2. miejsce        | 76,81 |
| 2003 | Młodzieżowe mistrzostwa Europy        | Bydgoszcz | 7. miejsce        | 72,39 |
| 2003 | Światowe igrzyska wojskowych          | Katania   | 2. miejsce        | 77,81 |
| 2004 | Zimowy puchar Europy w rzutach        | Marsa     | 1. miejsce        | 82,44 |
| 2004 | Igrzyska olimpijskie                  | Ateny     | 2. miejsce        | 84,95 |
| 2004 | Światowy finał lekkoatletyczny IAAF   | Monako    | 8. miejsce        | 76,28 |
| 2005 | Mistrzostwa świata                    | Helsinki  | el. – 16. miejsce | 76,16 |
| 2006 | Mistrzostwa Europy                    | Göteborg  | 4. miejsce        | 83,21 |
| 2006 | Światowy finał lekkoatletyczny IAAF   | Stuttgart | 4. miejsce        | 83,26 |
| 2007 | Uniwersjada                           | Bangkok   | 1. miejsce        | 83,92 |
| 2007 | Mistrzostwa świata                    | Osaka     | 4. miejsce        | 85,19 |
| 2008 | Igrzyska olimpijskie                  | Pekin     | 9. miejsce        | 81,32 |
| 2008 | Światowy finał lekkoatletyczny IAAF   | Stuttgart | 1. miejsce        | 86,65 |
| 2009 | Mistrzostwa świata                    | Berlin    | 4. miejsce        | 82,37 |
| 2009 | Światowy finał lekkoatletyczny IAAF   | Saloniki  | 4. miejsce        | 81,86 |
| 2010 | II liga drużynowych mistrzostw Europy | Belgrad   | 1. miejsce        | 84,08 |
| 2010 | Mistrzostwa Europy                    | Barcelona | el. – 23. miejsce | 67,56 |
| 2011 | Mistrzostwa świata                    | Daegu     | el. – 25. miejsce | 75,23 |
| 2012 | Mistrzostwa Europy                    | Helsinki  | el. –             | NM    |
| 2012 | Igrzyska olimpijskie                  | Londyn    | el. – 38. miejsce | 72,81 |
| 2013 | Mistrzostwa świata                    | Moskwa    | el. – 14. miejsce | 79,68 |

## Progresja wyników
| Rok  | Wynik | Data        | Miejsce   |
| ---- | ----- | ----------- | --------- |
| 2000 | 73,07 | 4 sierpnia  | Ryga      |
| 2001 | 73,25 | 16 czerwca  | Ryga      |
| 2002 | 81,92 | 5 lipca     | Valmiera  |
| 2003 | 77,81 | 8 grudnia   | Katania   |
| 2004 | 84,95 | 28 sierpnia | Ateny     |
| 2005 | 81,30 | 27 maja     | Ryga      |
| 2006 | 90,43 | 27 maja     | Ryga      |
| 2007 | 90,73 | 22 lipca    | Tallinn   |
| 2008 | 86,65 | 14 września | Stuttgart |
| 2009 | 90,71 | 23 maja     | Valmiera  |
| 2010 | 84,08 | 20 czerwca  | Belgrad   |
| 2011 | 88,22 | 28 maja     | Tartu     |
| 2012 | 86,50 | 8 czerwca   | Valmiera  |
| 2013 | 82,79 | 30 maja     | Ryga      |
| 2014 | 76,42 | 1 sierpnia  | Ogre      |